# 1000-km-Rennen von Zeltweg 1973
Das fünfte  1000-km-Rennen von Zeltweg, auch 1000 km Österreichring (Internationale Marken-Weltmeisterschaft der FIA), Österreichring, Zeltweg, fand am 24. Juni 1973 statt und war der neunte Wertungslauf der Sportwagen-Weltmeisterschaft dieses Jahres.

## Das Rennen
1973 hatte Ferrari seine Überlegenheit in der Sportwagen-Weltmeisterschaft verloren. Mit Matra und deren MS670, sowie dem Mirage M6 von Gulf Racing, waren der Scuderia zwei starke Gegner erwachsen. Auch beim 1000-km-Rennen am Österreichring kam es zum Dreikampf dieser drei Rennteams – eine sportliche Auseinandersetzung, die Matra zu seinen Gunsten entscheiden konnte. Nach 4:48:57,800 Stunden Rennzeit siegten Henri Pescarolo und Gérard Larrousse vor ihren Teamkollegen Jean-Pierre Beltoise und François Cevert. Ferrari musste sich vor den beiden Mirage mit dem dritten Gesamtrang begnügen.

## Ergebnisse

### Schlussklassement
| 1               | S 3.0 | 11 | Equipe Matra-Simca         | Henri Pescarolo Gérard Larrousse     | Matra-Simca MS670B  | 170 |
| 2               | S 3.0 | 10 | Equipe Matra-Simca         | Jean-Pierre Beltoise François Cevert | Matra-Simca MS670B  | 170 |
| 3               | S 3.0 | 1  | SpA Ferrari SEFAC          | Jacky Ickx Brian Redman              | Ferrari 312PB       | 169 |
| 4               | S 3.0 | 6  | Gulf Racing                | Mike Hailwood John Watson            | Mirage M6           | 167 |
| 5               | S 3.0 | 5  | Gulf Racing                | Derek Bell Howden Ganley             | Mirage M6           | 166 |
| 6               | S 3.0 | 2  | SpA Ferrari SEFAC          | Carlos Pace Arturo Merzario          | Ferrari 312PB       | 164 |
| 7               | S 3.0 | 3  | Scuderia Brescia Corse     | Marsilio Pasotti Carlo Facetti       | Alfa Romeo 33TT3    | 149 |
| 8               | S 3.0 | 7  | Martini Racing Team        | Gijs van Lennep Herbert Müller       | Porsche 911 Carrera | 149 |
| 9               | S 3.0 | 8  | Martini Racing Team        | Helmuth Koinigg Manfred Schurti      | Porsche 911 Carrera | 148 |
| 10              | S 2.0 | 15 | Michel Dupont              | Michel Dupont Paul Blancpain         | Chevron B23         | 142 |
| 11              | S 2.0 | 22 | Pete Smith                 | David Welpton Peter Humble           | Chevron B21/23      | 123 |
| Nicht klassiert |       |    |                            |                                      |                     |     |
| 12              | S 3.0 | 4  | Autodelta SpA              | Rolf Stommelen Clay Regazzoni        | Alfa Romeo 33TT12   | 78  |
| Disqualifiziert |       |    |                            |                                      |                     |     |
| 13              | S 2.0 | 26 | Promoto                    | Ed McDonough John Blanckley          | Scorpion JB4        | 40  |
| 14              | S 2.0 | 30 | Silvio Moser               | Silvio Moser Giorgio Schön           | Lola T290           | 14  |
| Ausgefallen     |       |    |                            |                                      |                     |     |
| 15              | S 3.0 | 14 | Joseph Greger              | Joseph Greger Kurt Hild              | KMW SP30            | 62  |
| 16              | S 2.0 | 24 | Roger Heavens Racing       | James Bell Hervé LeGuellec           | Chevron B21/23      | 38  |
| 17              | S 2.0 | 17 | Escuderia Tergal-Montjuich | Jorge de Bagration José Juncadella   | Chevron B23         | 26  |
| 18              | S 2.0 | 25 | Hans Baumhardt             | Hans Baumhardt Richard Scott         | Royale RB17         | 20  |
| Nicht gestartet |       |    |                            |                                      |                     |     |
| 19              | S 2.0 | 28 |                            | Franz-Josef Rieder                   | Abarth 2000         | 1   |

1 nicht gestartet

### Nur in der Meldeliste
Hier finden sich Teams, Fahrer und Fahrzeuge, die ursprünglich für das Rennen gemeldet waren, aber aus den unterschiedlichsten Gründen daran nicht teilnahmen.
| Pos. | Klasse | Nr. | Team                   | Fahrer                         | Chassis           |
| ---- | ------ | --- | ---------------------- | ------------------------------ | ----------------- |
| 20   | S 3.0  | 12  | Bosch Vienna           | Andreas Trummer                | Porsche 908/02    |
| 21   | S 2.0  | 13  | Joseph Greger          | Joseph Greger Kurt Hild        | Porsche 910       |
| 22   | S 2.0  | 18  | Ember Racing           | John Hine Bob Howlings         | Chevron B23       |
| 23   | S 2.0  | 18  | Guy Edwards            |                                | Chevron B23       |
| 24   | S 2.0  | 19  | Dorset Racing          |                                | Lola T290         |
| 25   | S 2.0  | 20  | Escuderia Montjuich    | Peter Gaydon Peter Hanson      | Chevron B23       |
| 26   | S 2.0  | 23  | James Bell             | Ian Harrower James Bell        | Chevron B23       |
| 27   | S 2.0  | 27  | Promoto                | Brian Robinson José Uriarte    | Chevron B21/23    |
| 28   | S 2.0  | 31  | Ray Sallo              | Ray Sallo Adam Podotzky        | Lola T212         |
| 29   | S 2.0  | 33  | Jörg Obermoser         | Roland Heiler Philip Gentner   | Lola T292         |
| 30   | S 2.0  | 35  | Scuderia Brescia Corse | Vincenzo Cazzago Antonio Zadra | Lola T290         |
| 31   | S 2.0  | 36  | Scuderia Brescia Corse | Franco Berruto Leandro Terra   | Ferrari Dino 206S |

### Klassensieger
| Klasse | Fahrer          | Fahrer           | Fahrzeug           | Platzierung im Gesamtklassement |
| ------ | --------------- | ---------------- | ------------------ | ------------------------------- |
| S 3.0  | Henri Pescarolo | Gérard Larrousse | Matra-Simca MS670B | Gesamtsieg                      |
| S 2.0  | Michel Dupont   | Paul Blancpain   | Chevron B23        | Rang 10                         |

### Renndaten
- Gemeldet: 31
- Gestartet: 18
- Gewertet: 11
- Rennklassen: 2
- Zuschauer: 8000
- Wetter am Renntag: wolkig aber trocken
- Streckenlänge: 5,911 km
- Fahrzeit des Siegerteams: 4:48:57,800 Stunden
- Gesamtrunden des Siegerteams: 170
- Gesamtdistanz des Siegerteams: 1004,870 km
- Siegerschnitt: 208,650 km/h
- Pole Position: François Cevert – Matra-Simca MS670B (#10) – 1:37,640 = 217,939 km/h
- Schnellste Rennrunde: François Cevert – Matra-Simca MS670B (#10) 1:38,300 = 216,476 km/h
- Rennserie: 9. Lauf zur Sportwagen-Weltmeisterschaft 1973